# جون ك. أوسوليفان
جون ك. أوسوليفان هو سياسي كندي، ولد في 1841 في كندا. حزبياً، نشط في حزب أونتاريو المحافظ التقدمي. وقد انتخب عضو برلمان مقاطعة أونتاريو.